# التعليم في الطبيعة
التعليم في الطبيعة، يُعدّ التعليم في الطبيعة توجّهًا تربويا معاصرا، يقوم على نقل المعرفة ضمن بيئات طبيعية مفتوحة، بعيدا عن الصفوف التقليديّة المغلقة. يسهم هذا المنهج في تنمية القدرات الحياتية، وتوسيع المدارك الذهنية والاجتماعيّة للمتعلمين، ويهدف إلى تحسين الرفاه الذاتي، وتعميق الارتباط العاطفيّ مع البيئة المحيطة، إلى جانب إطلاق الطاقات الإبداعية، وتنمية مهارات التفكير المستقلّ.

## فوائد الدمج في الأطر التعليميّة الرسميّة

#### 1.توثيق الصلة بالبيئة الطبيعية:
يُسهم التعلم في الطبيعة في ترسيخ علاقة حيوية بين الطالب والبيئة، عبر أنشطة وتفاعلات مباشرة مع مكوّناتها، كالنباتات والحيوانات. وقد بيّنت الدراسات أن هذا التفاعل الفعلي يُنمّي المسؤولية البيئيّة، ويُعزّز تقدير المتعلّمين لأهمية حماية الموارد الطبيعيّة وصيانتها.

#### 2. صقل المهارات العاطفيّة والمعرفيّة:
يتيح التفاعل المباشر مع الطبيعة مجالا لتفعيل التفكير الإبداعيّ لدى المتعلّمين، حيث تُعد البيئات الخارجيّة محفّزًا لاكتساب مهارات التحليل، والملاحظة، والاستكشاف، ومعالجة التحديات الواقعية. وتُشير الأبحاث إلى أنّ هذا النمط من التعليم يُسهم في تخفيف الضغوط النفسية، ويُعزز القدرة على التركيز والانتباه، مما ينعكس إيجابًا على جودة التعلّم.

#### 3. تنمية الاستقلاليّة وبناء الثقة بالذات:
تُوفّر الأنشطة القائمة على التفاعل المباشر مع عناصر الطبيعة، كإنشاء الملاجئ والتنقّل في المسارات الطبيعيّة، فرصة للأطفال لاختبار قدراتهم الذاتية في مواقف واقعية. تُسهم هذه التجارب في رفع مستوى الثقة بالنفس، وتعزيز الاعتماد على الذات، وتُنمّي لديهم مهارات اجتماعيّة وشخصيّة من خلال التعلم بالممارسة والتجريب.

### تحدّيات الدمج في الأطر الرسميّة

#### اللّوجستيّة:
يستلزم تطبيق التعلم في الطبيعة تهيئة بيئات تعليمية آمنة ومحفزة، تتوفر فيها مساحات خارجيّة ملائمة للنشاط التربوي. كما يُشترط في بعض الحالات توفير وسائل نقل لنقل المتعلمين إلى مواقع طبيعية بعيدة، ممّا قد يفرض أعباءً مالية إضافية على المؤسّسات التعليمية. ومن جهة أخرى، يُعد إعداد المعلّمين وتأهيلهم للعمل في هذه البيئات شرطًا أساسيًّا لضمان فاعلية التنفيذ.

#### 2. التكيّف مع المناهج الرسميّة:
رغم القيمة التربويّة العالية لهذا النموذج، إلا أنّ إدماجه في الإطار المنهجيّ الرسمي يطرح تحديات ملموسة، تعود إلى هيمنة الأساليب الصفّيّة التقليديّة وثبات الجدول الزمنيّ. يتطلّب هذا النمط من التعليم إعادة النظر في بنية المناهج، وتبنّي سياسات مرنة تُمكّن من دمج التعلّم في الطبيعة ضمن أهداف التعليم النظامي.

#### 3. الظروف المناخيّة:
تُعدّ الظروف المناخية أحد العوامل المؤثرة في استمرارية تنفيذ أنشطة التعلّم في البيئات الطبيعية، خصوصًا في المناطق التي تتسم بتقلبات حادة أو مناخ قاسٍ. لذا، يصبح من الضروري اعتماد خطط بديلة وبرامج مرنة تتيح متابعة المسار التعليمي دون تعطيل، مع الحفاظ على جودة التفاعل التربوي.

## التعلّم في الطبيعة حول العالم

#### 1. نموذج تعلّم رياض الأطفال  في الطبيعة:
يُعدّ نموذج رياض الأطفال القائم على الطبيعة من أبرز أشكال هذا النهج التربوي، حيث تُستثمر البيئة الطبيعيّة كمجال مفتوح للتعلّم والتفاعل الحرّ. وقد اعتمدته العديد من الدول الإسكندنافيّة كجزء من منظومتها التربويّة، نظرًا لما أثبته من أثر إيجابي في تنمية المهارات الاجتماعية والوجدانيّة لدى الأطفال.

#### 2. انتشار النهج في دول مختلفة:
في السويد، يُعدّ التعلّم في الطبيعة جزءًا من المنهاج الوطني، حيث تُخصَّص له ساعات منتظمة لتنفيذ الأنشطة الخارجية في بيئات مفتوحة. بينما في المملكة المتحدة، تم اعتماد هذا النموذج على نطاق أضيق، غالبًا ضمن مبادرات تربوية خاصة أو في مؤسسات غير رسمية، دون أن يتحوّل إلى سياسة تعليمية شاملة.

## الأساليب والأنشطة الرئيسة في التعلّم في الطبيعة
يرتكز هذا النهج على أنشطة تفاعليّة تُشرك المتعلّمين في عمليات استكشاف حرّ، وتعلّم بالمشروعات، وتفاعل حسيّ مباشر مع عناصر البيئة. ويوفّر هذا النوع من التعليم مساحة لتشكيل خبرات حياتيّة واجتماعيّة لدى الأطفال، تنبثق من مواقف واقعية تُمارَس على أرض الواقع، وتعتمد على الملاحظة، التجريب، والتأمل.